# Shemurat Naẖal ‘Ammud (naturreservat)
Shemurat Naẖal ‘Ammud (hebreiska: שמורת נחל עמוד) är ett naturreservat i Israel.   Det ligger i distriktet Norra distriktet, i den norra delen av landet.